# Pitangui
Pitangui é um município da Mesorregião Metropolitana de Belo Horizonte, no estado de Minas Gerais, no Brasil.  Sua população, conforme recenseamento realizado em 2022, era de 26 685 habitantes.

## Topônimo
"Pitangui" é um termo originário da língua tupi, significando "rio das crianças", através da junção dos termos pitanga (criança) e  'y  (rio, água).

## História

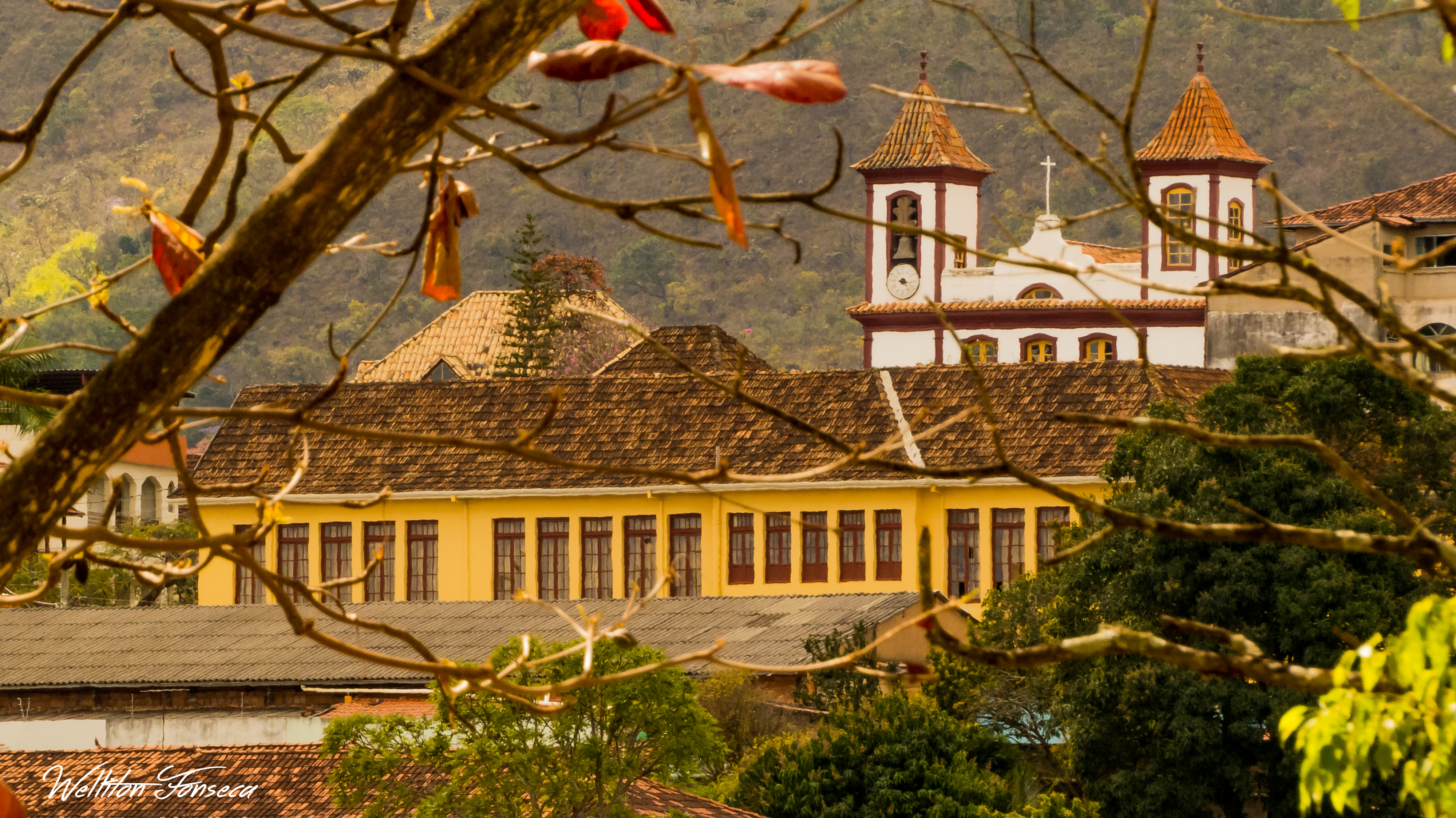
Escola Francisca Botelho.

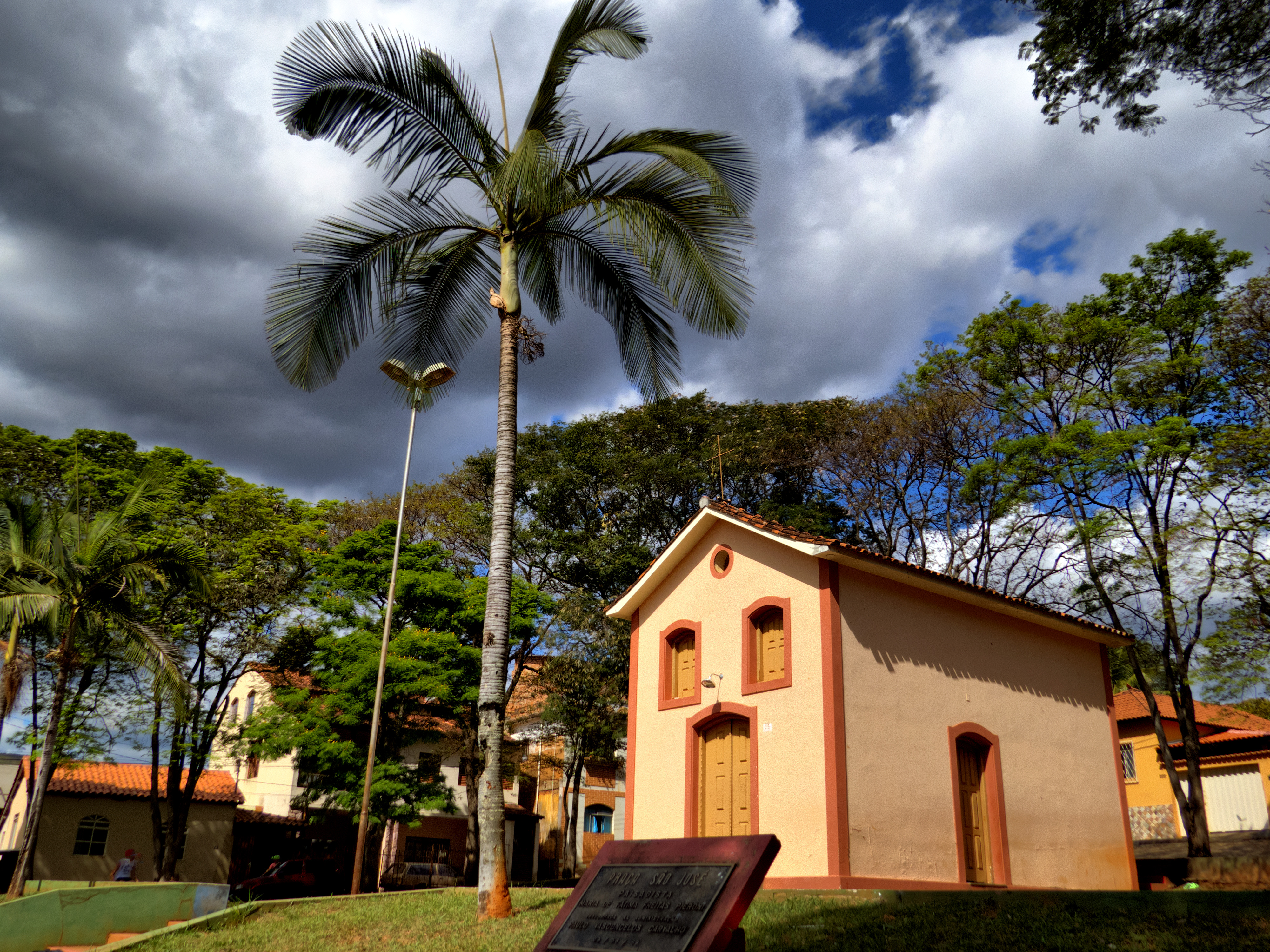
Capela de São José.

Pitangui surgiu no fim do século XVII e foi elevada a vila em 1715. Em 1855, recebeu o título de cidade.
Fica situada no sopé da Serra da Cruz do Monte, um dos mais altos pontos da região. É conhecida popularmente como Velha Serrana. No início, suas terras e rios, ainda sem nome, já abrigavam escravos fugitivos das primeiras expedições oriundas da cidade de Porto Seguro, que entravam pelo norte mineiro em busca de ouro. Esses fugitivos foram os que primeiro encontraram o metal. Dos antigos donos da terra, os índios, pouco restou.
Restaram histórias de mulheres de grande poder e prestígio, como Maria Tangará, Joaquina do Pompéu e Dona Beja.
Há uma carta do governador dom Brás Baltazar da Silveira escrita de São Paulo em 1 de setembro de 1713 em que comunica ao rei:
"Senhor. Vendo os moradores desta cidade que os reinóis no último levantamento os haviam lançado violentamente das Minas, e despojado dos bens que nelas tinham, tomaram a resolução de procurar outros sertões em que continuassem os seus descobrimentos e chegando até o sítio chamado Pitangui ou Pará, começaram a descobrir ouro e, continuando nesta diligência, a que os obrigava a sua necessidade, acharam cada vez mais bem logrado o seu trabalho com a abundância de ouro que foram descobrindo e, receosos de que com a entrada de reinóis experimentassem o mesmo dano que receberam nas primeiras, publicaram que não haviam de consentir nela os ditos reinóis; porém, depois da minha chegada a esta cidade, me assegurando os homens principais dela que eles se acomodariam com o que eu resolvesse neste particular e reconhecendo que a verdadeira segurança destes governos, compostos de paulistas e reinóis, é a reunião de uns e outros, a qual se não pode fazer senão associando-os e, nesta sociedade, administrar-lhes a justiça, determino procurar quanto me for possível acomodá-los para que se utilizem todos e vivam com sossego".
Outra carta do mesmo governador em 6 de fevereiro de 1715 menciona Pitangui:
"Representando-me segunda vez os paulistas a necessidade que tinham de que o arraial de Pitangui fosse erigido em vila, não só para o bom regime daqueles moradores (...) parece conveniente que eu vá fazer a dita ereção."
Foi instalada em 9 de junho de 1715, porque há carta patente do mestre de campo Antônio Pires de Avila (sargento-mor do distrito de Pitangui, provido em 27 de dezembro de 1713, que fora nomeado superintendente das minas de Pitangui), em que se lê que, a 9 de junho de 1715, com ordem do governador e capitão-general e com comissão do ouvidor-geral Luís Botelho de Queiroz, levantou a vila no distrito de Pitangui, dando-lhe o nome de Vila de Nossa Senhora da Piedade.
Em uma junta em Vila Rica em 1715, aparece um padre João Vaz Teixeira como vigário de Pitangui, que foi colada em 1724 sendo vigário o padre Luís Damião por mais de trinta anos.
Na famosa lista secreta de 1746, os mineiros abastados que viviam em Pitangui eram Gabriel Rodrigues Tavares, Luis de Castilho, José Baltazar da Rocha, João Veloso Ferreira, João Ribeiro Guimarães, capitão Miguel de Faria Sodré, Miguel de Faria Morato, Miguel de Bastos da Costa, capitão Manoel da Silva de Carvalho, capitão Manuel da Mota Botelho, alferes Manoel Pereira de Crasto, Manuel Mendes da Silva, Antônio Ferreira, capitão Antônio Rodrigues Velho, Antônio Ferreira Garreiro, João Vieira Chaves, José de Oliveira Portela, João Pereira da Costa e Antônio da Silva. E negociantes eram Pascoal dos Santos, João Pacheco Ferreira, Domingos Francisco Rodrigues e Domingos Marques Guimarães.

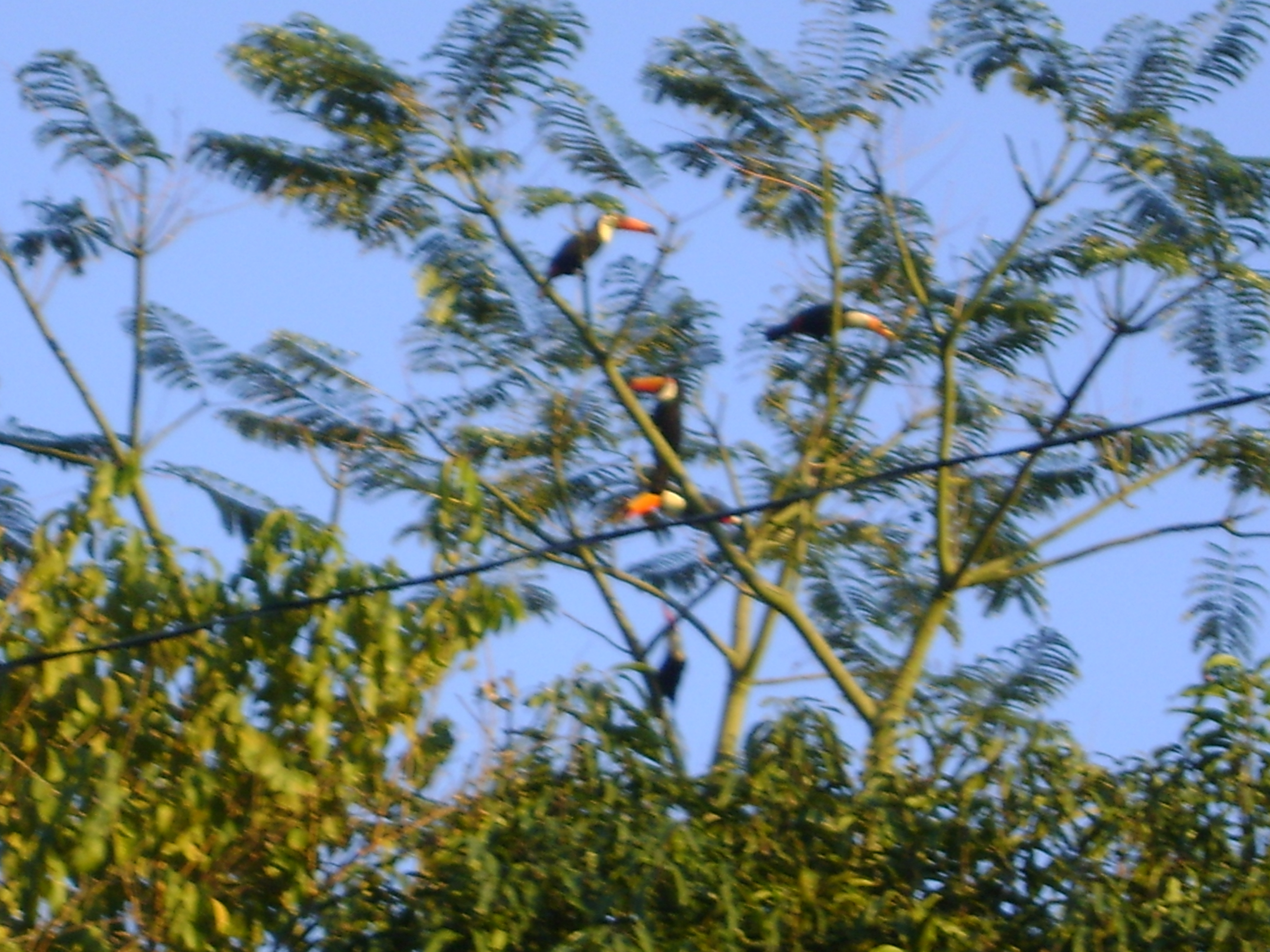

## Geografia

### Relevo
As principais serras do município são Serra do Pires, Serra da Alegria, Serra do Rio do Peixe, Serra do Antimes, Serra Cruz do Monte e Serra dos Ferreiras. A altitude máxima de Pitangui em relação ao nível do mar é de 1074 metros, enquanto a altitude mínima é 672. O A altitude média do município é de 709 metros.
A topografia de Pitangui é predominantemente ondulada conforme caracterização a seguir:
- Plano: 30%;
- Ondulado: 50%;
- Montanhoso: 20%.

### Hidrografia
Todo o território de Pitangui encontra-se dentro da Bacia Hidrográfica do Rio Pará, que, por sua vez, faz parte da Região Hidrográfica do Rio São Francisco. Os principais cursos de água que percorrem o município são Rio Pará, Rio São João, Rio do Peixe, Córrego Engenho, Ribeirão Campo Grande e Córrego Lavrado e Córrego Santo Antônio.
O rio São João define o limite ao sul do município com Conceição do Pará. Após desaguar no rio Pará, numa localidade turística com cachoeiras e cobertura vegetal preservada, o Rio Pará passa a definir o limite do muncípio com Conceição do Pará e, posteriormente, Leandro Ferreira.
Ao norte, o rio do Peixe percorre uma região alagadiça e define parte do limite com o município de Pompeu.
A rede hidrográfrica do município recebe descarte  de  esgotamento  sanitário em estado bruto.

### Clima
| Dados climatológicos para Pitangui                                            | Dados climatológicos para Pitangui | Dados climatológicos para Pitangui | Dados climatológicos para Pitangui | Dados climatológicos para Pitangui | Dados climatológicos para Pitangui | Dados climatológicos para Pitangui | Dados climatológicos para Pitangui | Dados climatológicos para Pitangui | Dados climatológicos para Pitangui | Dados climatológicos para Pitangui | Dados climatológicos para Pitangui | Dados climatológicos para Pitangui | Dados climatológicos para Pitangui |
| Mês                                                                           | Jan                                | Fev                                | Mar                                | Abr                                | Mai                                | Jun                                | Jul                                | Ago                                | Set                                | Out                                | Nov                                | Dez                                | Ano                                |
| ----------------------------------------------------------------------------- | ---------------------------------- | ---------------------------------- | ---------------------------------- | ---------------------------------- | ---------------------------------- | ---------------------------------- | ---------------------------------- | ---------------------------------- | ---------------------------------- | ---------------------------------- | ---------------------------------- | ---------------------------------- | ---------------------------------- |
| Temperatura máxima média (°C)                                                 | 29,7                               | 29,9                               | 29,4                               | 28,4                               | 27,2                               | 26,4                               | 26,3                               | 28,3                               | 29,4                               | 29,9                               | 29,2                               | 28,2                               | 28,5                               |
| Temperatura média (°C)                                                        | 23,3                               | 23,3                               | 22,8                               | 21                                 | 18,9                               | 17,7                               | 17,7                               | 19,4                               | 21,4                               | 22,9                               | 22,9                               | 22,7                               | 21,1                               |
| Temperatura mínima média (°C)                                                 | 17,7                               | 17,7                               | 17,2                               | 15                                 | 12,1                               | 10,4                               | 10                                 | 10,9                               | 13,7                               | 16,3                               | 16,9                               | 17,8                               | 14,6                               |
| Precipitação (mm)                                                             | 250,5                              | 192,6                              | 181,6                              | 75                                 | 33                                 | 10                                 | 6,2                                | 8,1                                | 44,1                               | 96,5                               | 181,1                              | 309,9                              | 1 388,6                            |
| Umidade relativa (%)                                                          | 78,5                               | 79,4                               | 80,8                               | 81,1                               | 79,1                               | 76,3                               | 73,1                               | 68,1                               | 68,4                               | 73,3                               | 76,9                               | 81,4                               | 76,3                               |
| Fonte: Instituto Nacional de Meteorologia (normal climatológica de 1931-1960) |                                    |                                    |                                    |                                    |                                    |                                    |                                    |                                    |                                    |                                    |                                    |                                    |                                    |

## Pontos turísticos
- Cruz do Monte

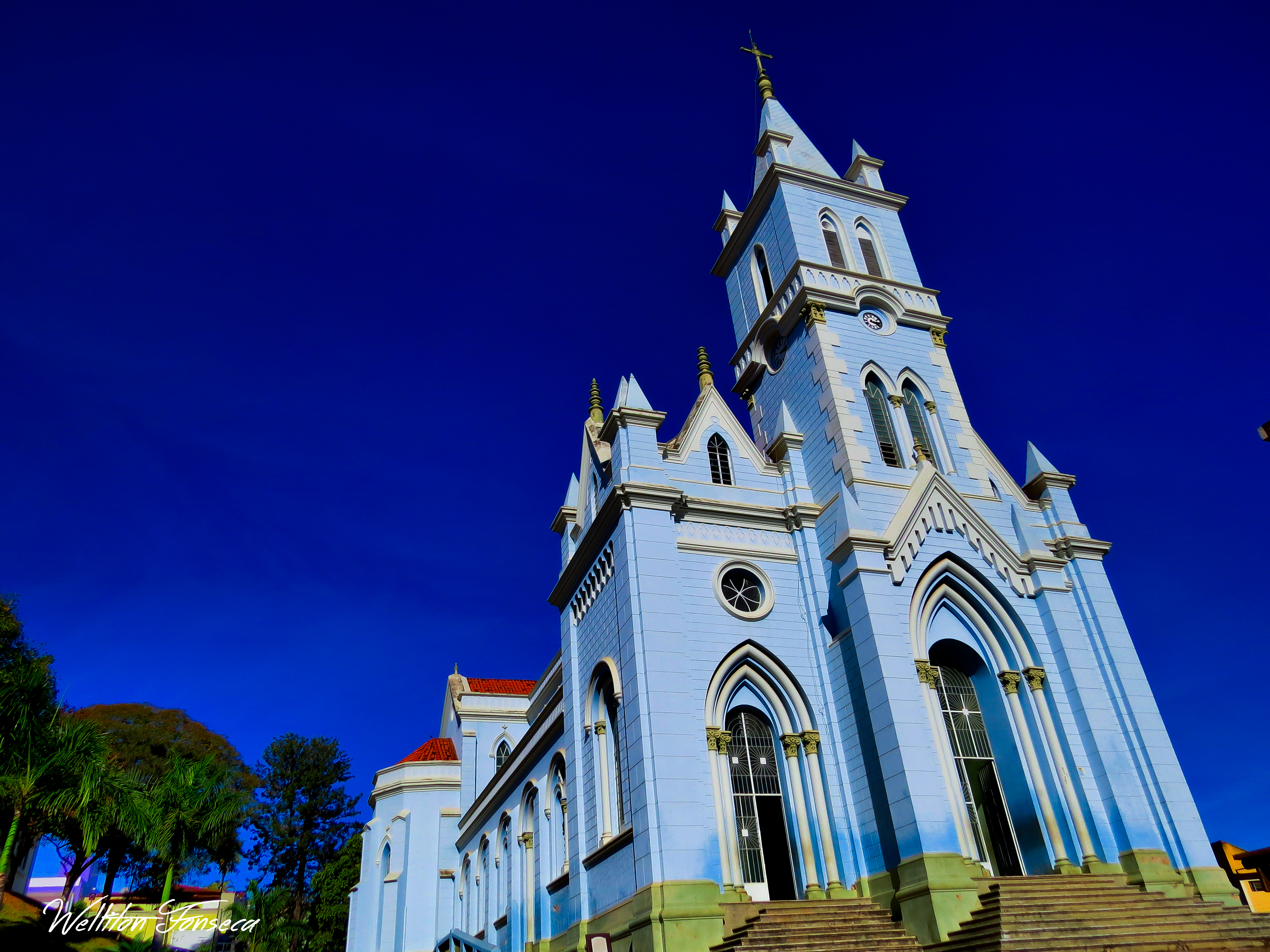
Igreja Matriz de Nossa Senhora do Pilar.

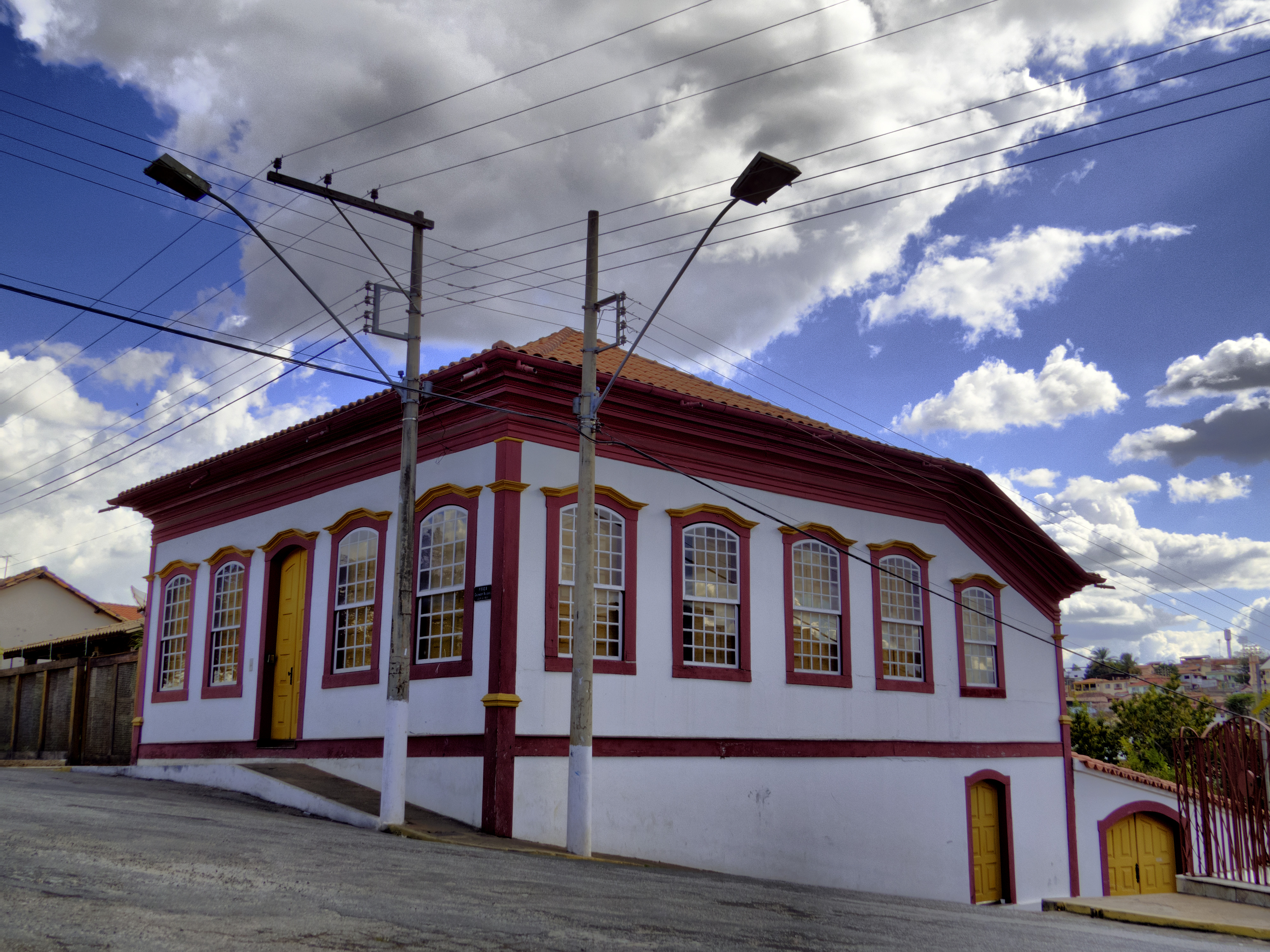
Casarão colonial.

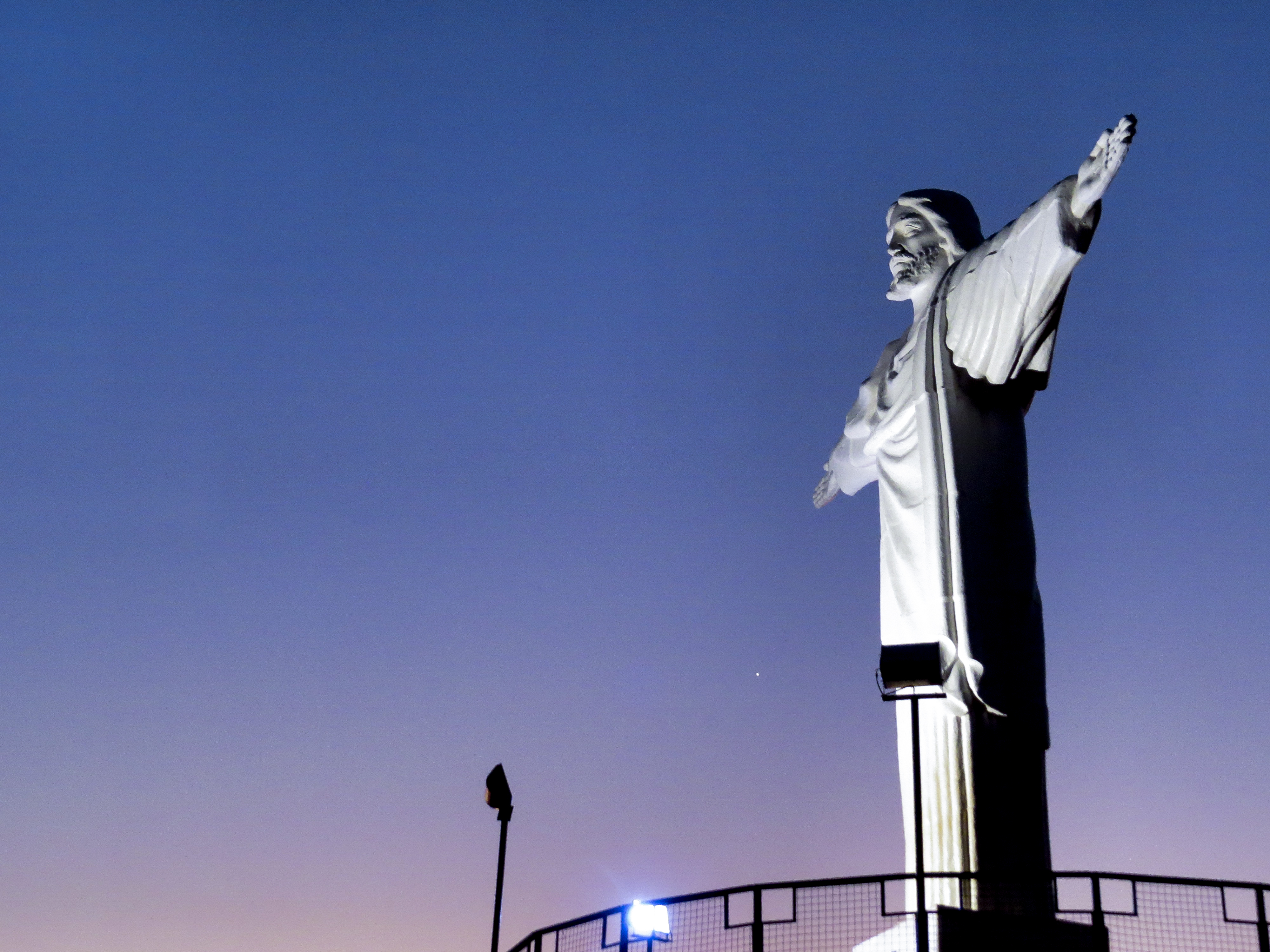
Cristo de Pitangui.

- Igreja Matriz de Nossa Senhora do Pilar
- Igreja da Penha
- Igreja de São Francisco
- Mina da Lavagem
- Museu Histórico
- Casarões coloniais
- Antiga Estação Ferroviária de Velho da Taipa[17]
- Rio Pará
- Mata do céu
- Mata da pedreira
- Estrada real (porém não incluída no roteiro)

## Cultura
Sétima vila do ouro do estado, Pitangui guarda parte da arquitetura da sua formação inicial, embora a cidade tenha sido parcialmente descaracterizada, com a demolição de casarões, desaparecimento de imagens sacras, altares e peças de adorno. Em 2008, seu conjunto arquitetônico foi tombado em caráter definitivo pelo Instituto Estadual do Patrimônio Histórico e Artístico de Minas Gerais. A partir de 14 de março de 2010, entrou em vigor lei que proíbe o tráfego pesado no núcleo histórico da cidade. O prefeito Evandro Rocha Mendes acredita que a medida pode desvalorizar o comércio do núcleo histórico. É importante citar que as terras do município de Pitangui, ao serem desmembradas, deram origem a cerca de quarenta novos municípios, entre os quais podemos citar Divinópolis, Itaúna, Carmo do Cajuru, Pará de Minas, entre outros.
Desde 2003, a cidade recebe poetas e trovadores de todo o país durante os Jogos Florais, realizados pela União Brasileira de Trovadores.

## Personalidades
Em Pitangui, nasceram e viveram personalidades nacionais como:
- Martinho Álvares da Silva Campos: Ministro da Fazenda e Presidente do Conselho de Ministros durante o período imperial.
- Borjalo: criador do primeiro logotipo da Rede Globo e da zebrinha da loteria esportiva
- Murilo Mendes: viveu em Pitangui entre 1930 e 1939, foi um dos maiores poetas do Brasil no século XX
- Rui Falcão: ex-presidente e vice-presidente nacional do Partido dos Trabalhadores
- Gustavo Capanema: deputado federal, interventor federal em Minas, senador, Ministro da Educação do Governo Getúlio Vargas e Ministro do Tribunal de Contas da União, no Governo Juscelino Kubitschek. Capanema criou o Instituto do Patrimônio Histórico e Artístico Nacional, o Serviço Nacional de Aprendizagem Industrial, o Serviço Nacional de Aprendizagem Comercial, o Instituto Nacional de Estudos Pedagógicos, o Instituto Nacional do Livro, além de ter idealizado a construção do Palácio Gustavo Capanema, no Rio de Janeiro.
- Maria lúcia Cardoso: Prefeita de Pitangui reeleita em 2024